# Tricentrus speciosus
Tricentrus speciosus är en insektsart som beskrevs av Thirumalai och Ananthasubramanian 1985. Tricentrus speciosus ingår i släktet Tricentrus och familjen hornstritar. Inga underarter finns listade i Catalogue of Life.